# Mesotaenium mirificum
Mesotaenium mirificum là một loài Song tinh tảo trong họ Mesotaeniaceae, thuộc chi Mesotaenium.